# Chefsdirigent

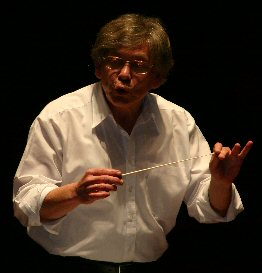
Den rumänske dirigenten Alexandru Lascae i arbete.

Chefsdirigent är en dirigent som har en ledande position hos en symfoniorkester eller ett operahus och har huvudansvaret för utvecklingen av orkesterspelet. Ibland är vederbörande även orkesterns konstnärliga ledare. Det är vanligt att chefsdirigenten leder sin orkester cirka åtta veckor per säsong.
En symfoniorkester eller ett operahus kan även ha en eller flera första gästdirigenter.